# Armitage III
Pour les articles homonymes, voir Armitage.
Armitage III (アミテージ ザ サード, Amitēji za Sādo, « Armitage the Third ») est une série d'OAV's cyberpunks produits à compter de 1995, qui mettent en vedette Naomi Armitage, un androïde avancé de "Type-III". En France, les OAV sont disponibles chez Kazé.

## Description
Mars, colonisée par la Terre est en proie à une grave crise sociale. La classe ouvrière ne tolère plus la prolifération des androïdes, qui la réduisent au chômage et elle l'exprime violemment. Mais tous les androïdes ne sont pas détectables, surtout ceux de la troisième génération, que rien ne distingue d'un être humain, capable de ressentir des émotions, même capable de création artistique. C'est dans ce climat social particulièrement troublé qu'un tueur s'attaque à tous les androïdes de type-III. L'inspecteur Naomi Armitage, elle-même une « Type-III », est chargée de l'enquête. Elle devra faire équipe avec Ross Sylibus, un policier de Chicago qui déteste les androïdes, l'un d'eux ayant abattu sa partenaire.

## Fiche technique
- Studio : AIC
- Réalisateur / Director : Katsuhito Akiyama, Makoto Bessho, Takuya Nonaka
- Mecha designer : Koji Watanabe, Satoshi Shimura
- Chara designer : Hiroyuki Ochi
- Compositeur / Songwrite : Julian Mack, Hiroyuki Namba
- Directeur Artistique : Nobuhito Sue
- Scénario : Hideki Kakinuma, Nahoko Hasegawa, Satoshi Wada, Chiaki J. Konaka
- Animation : Atsushi Okuda, Hiroyuki Ochi, Naoyuki Onda, Nobuyuki Kitajima